# Thrips varipes
Thrips varipes är en insektsart som beskrevs av Ian A. Hood 1913. Thrips varipes ingår i släktet Thrips och familjen smaltripsar. Inga underarter finns listade i Catalogue of Life.